# VinFast Feliz
VinFast Feliz là mẫu xe máy chạy bằng năng lượng điện thứ sáu của VinFast (một công ty con của Tập đoàn Vingroup) ra mắt ngày 17 tháng 1 năm 2021, mở bán ngày 21/1/2021.

## Tên gọi
VinFast viết tắt của cụm từ "Việt Nam – Phong cách – An toàn – Sáng tạo – Tiên phong." Feliz trong tiếng Latinh là hạnh phúc, ấm áp, trẻ trung, thời trang, phong cách và hiện đại.

## Cấu hình
Động cơ điện 1 chiều, không chổi than công suất danh định 1.200 W, công suất 2.250 W, tốc độ tối đa 60 km/h, kháng bụi và nước theo tiêu chuẩn IP67